# Jean-Jacques Rey-Bellet
Jean-Jacques Rey-Bellet (* 27. September 1950 in St-Maurice, Bürger von Val-d’Illiez) ist ein Schweizer Politiker der Christlichdemokratischen Volkspartei (CVP).
Rey-Bellet war von 1981 bis 1997 im Grossen Rat des Kantons Wallis. Dann wurde er in den Staatsrat gewählt, wo er bis zu seinem Rücktritt 2009 dem Departement für Verkehr, Bau und Umwelt vorstand.
Rey-Bellet ist verheiratet, hat einen Sohn und wohnt in St-Maurice.